# The Murder Mystery
„The Murder Mystery“ je píseň americké hudební skupiny The Velvet Underground. Její původní verze vyšla na třetím albu kapely nazvaném The Velvet Underground, které vyšlo v březnu roku 1969. Se svou délkou bezmála devět minut je nejdelší písní alba. Svým hlasem do písně netradičně přispěli všichni čtyři tehdejší členové kapely – Lou Reed, Sterling Morrison, Maureen Tuckerová a Doug Yule. Hlavními hlasy přispěli Morrison, který rychle recituje, s Reedem, který naopak svou část přednáší pomalu. Po ukončení jejich pasáže se zde objeví Tuckerová s Yulem a zpívají své vlastní části textu. Reed s Morrisonem každý vypráví jiný příběh přes sebe, stejně tak jako Yule s Tuckerovou. V textu písně se objevuje několik vražd a atentátů. Řadu let nebyly texty, které se v písni překrývají, přesně známy veřejnosti. Reed celý text v roce 1991 zveřejnil ve své knize Between Thought and Expression. Později text vyšel v Reedově básnické sbírce Do Angels Need Haircuts? (2018).